# 1972 a vasúti közlekedésben
Ez a szócikk a 1972-ben történt vasúti eseményeket mutatja be.

## Események Magyarországon
- Május 24. - Felavatják a Komárom–Révkomárom közötti kiépített villamos felsővezeték hálózatot. Ez a beruházás tette lehetővé, hogy az NDK–Csehszlovákia határától a magyar–szovjet határig villamosított vasútvonalon közlekedjenek a szerelvények.[1]
- Szeptember 30. - Megszűnik a fogalom a Fábiánsebestyén–Árpádhalom-vasútvonalon.
- december 23. - A budapesti M2-es metróvonal Deák tér–Déli pályaudvar közti szakaszának átadásával egyidőben a H5-ös HÉV vonalát is meghosszabbítják és átadják az új Batthyány tér HÉV-állomást.